# Енергетичне машинобудування
Енергетичне машинобудування — галузь машинобудування з виробництва енергетичного обладнання — промислового обладнання для генерації та передачі електричної енергії. Галузь займається виробництвом первинних двигунів та пов'язаних з ними апаратів та пристроїв для вироблення різних енергоносіїв (водяної пари, газу та ін.), що є робочими тілами теплових двигунів.
Основна продукція енергетичного машинобудування — обладнання промислової та комунальної енергетики: парові, гідравлічні та газові турбіни; обладнання для атомних (див. Атомна промисловість) та геотермальних електростанцій — електричні генератори, силові трансформатори, парогазотурбінні установки (ПГТУ), двигуни внутрішнього згоряння (крім автомобільних, літакових, тракторних, локомотивних, які випускаються відповідними галузями промисловості), локомобілі, газотурбінні компресори та нагнітачі, парогенератори, парові котли, тягодуттьові машини та ін.
Галузь також виробляє автоматичні пристрої, що регулюють процеси горіння палива та живлення котлів, подачу газу в газові турбіни, тиск у парових магістралях, температуру перегрітої пари, кількість обертів турбоагрегатів тощо.
З точки зору конструктивних особливостей енергоустаткування енергетичне машинобудування складається з виробництва машин та теплообмінної апаратури. Виробництво машин, у свою чергу, поділяється на виготовлення двигунів лопаткового (парові, гідравлічні та газові турбіни) та поршневого типу (двигуни внутрішнього згоряння, локомобілі).
Провідні компанії: General Electric, Westinghouse Electric, Siemens, ABB та ін.